# Prix Edda
Les prix Edda,,, (islandais : Edduverðlaunin ; anglais : Edda Awards) sont les principales récompenses cinématographiques et télévisuelles islandaises. Décernées par l'Académie islandaise du film et de la télévision (Íslensku Kvikmynda- og Sjónvarpsverðlaunin), elles distinguent chaque année depuis 1999, outre le meilleur film, des personnalités du cinéma et de la télévision pour leur travail exceptionnel dans diverses catégories. 
De 2004 à 2006, un prix du meilleur interprète a été remis en place des Eddas du meilleur acteur et de la meilleure actrice. Il n'y a pas eu de cérémonie en 2009.

## Edda du meilleur film
- 1999 : Ungfrúin góða og húsið de Guðný Halldórsdóttir
- 2000 : Les Anges de l'univers (Englar alheimsins) de Friðrik Þór Friðriksson
- 2001 : Mávahlátur de Ágúst Guðmundsson
- 2002 : Hafið (The Sea) de Baltasar Kormákur
- 2003 : Nói albínói (Nói l'albinos) de Dagur Kári Pétursson
- 2004 : Kaldaljós de Hilmar Oddsson
- 2005 : Dark Horse (Fullorðið fólk) de Dagur Kári Pétursson
- 2006 : Jar City (Mýrin) de Baltasar Kormákur
- 2007 : Foreldrar de Ragnar Bragason
- 2008 : Mariage à l'islandaise (Sveitabrúðkaup) de Valdís Óskarsdóttir
- 2009 : pas de cérémonie
- 2010 : Mister Bjarnfreðarson (Bjarnfreðarson) de Ragnar Bragason
- 2011 : Undercurrent (Brim) de Árni Ólafur Ásgeirsson
- 2012 : Eldfjall de Rúnar Rúnarsson
- 2013 : Djúpið de Baltasar Kormákur
- 2014 : Des chevaux et des hommes (Hross í oss) de Friðrik Þór Friðriksson
- 2015 : Life in a Fishbowl (Vonarstræti) de Baldvin Z
- 2016 : Béliers (Hrútar) de Grímur Hákonarson
- 2017 : Heartstone (Hjartasteinn) de Guðmundur Arnar Guðmundsson
- 2018 : Under the tree (Undir trénu) de Hafsteinn Gunnar Sigurðsson[5]
- 2019 : Woman at War (Kona fer í stríð) de Benedikt Erlingsson[6]
- 2020 : Agnes Joy de Silja Hauksdóttir[7]
- 2021 : The Garden (Gullregn) de Ragnar Bragason
- 2022 : Lamb (Dýrið) de Valdimar Jóhannsson[8]
- 2023 : Les Belles Créatures (Berdreymi) de Guðmundur Arnar Guðmundsson

## Edda du meilleur acteur
- 1999 : Ingvar E. Sigurðsson pour Slurpurinn & Co
- 2000 : Ingvar E. Sigurðsson pour Les Anges de l'univers
- 2001 : Jón Gnarr pour Fóstbræður
- 2002 : Gunnar Eyjólfsson pour Hafið
- 2003 : Tómas Lemarquis pour Nói albínói
- 2004-2006 : cf. Edda du meilleur interprète
- 2007 : Ingvar E. Sigurðsson pour Foreldrar
- 2008 : Hilmir Snær Guðnason pour Brúðguminn
- 2009 : pas de cérémonie
- 2010 : Jón Gnarr pour Bjarnfreðarson et Fangavaktin
- 2011 : Ólafur Darri Ólafsson pour Rokland
- 2012 : Theodór Júlíusson pour Eldfjall
- 2013 : Ólafur Darri Ólafsson pour Survivre
- 2014 : Ingvar E. Sigurðsson pour Des chevaux et des hommes
- 2015 : Þorsteinn Bachmann pour Life in a Fishbowl (Vonarstræti)
- 2016 : Sigurður Sigurjónsson pour Béliers
- 2017 : Blær Hinriksson pour Heartstone
- 2018 : Steinþór Hróar Steinþórsson pour Undir trénu
- 2019 : Gísli Örn Gardarsson pour Vultures (Vargur)
- 2020 : Ingvar E. Sigurðsson pour Un jour si blanc

## Edda de la meilleure actrice
- 1999 : Tinna Gunnlaugsdóttir pour Ungfrúin góða og húsið
- 2000 : Björk pour Dancer in the Dark
- 2001 : Margrét Vilhjálmsdóttir pour Mávahlátur
- 2002 : Elva Ósk Ólafsdóttir pour The Sea
- 2003 : Sigurlaug Jónsdóttir pour Stormy Weather
- 2004-2006 : cf. Edda du meilleur interprète
- 2007 : Nanna Kristín Magnúsdóttir pour Foreldrar
- 2008 : Sólveig Arnardóttir pour Svartir englar
- 2009 : pas de cérémonie
- 2010 : Kristbjörg Kjeld pour Mamma Gógó
- 2011 : Nína Dögg Filippusdóttir pour Brim
- 2012 : Margrét Helga Jóhannsdóttir pour Eldfjall
- 2013 : Sara Dögg Ásgeirsdóttir pour Pressa 3
- 2014 : Thora Bjorg Helga pour Metalhead
- 2015 : Hera Hilmar pour Vonarstræti
- 2016 : Steinnunn Ólína Þorsteinsdóttir pour Réttur
- 2017 : Hera Hilmar pour Eiðinn
- 2018 : Edda Björgvinsdóttir pour Undir trénu
- 2019 : Halldóra Geirharðsdóttir pour Woman at War
- 2020 : Katla Margrét Þorgeirsdóttir pour Agnes Joy

## Edda du meilleur interprète
- 2004 : Ingvar E. Sigurðsson pour Kaldaljós
- 2005 : Ilmur Kristjánsdóttir pour Stelpurnar
- 2006 : Ingvar E. Sigurðsson pour Jar City